# Emmelina monodactyla
Emmelina monodactyla és una espècie de lepidòpter ditrisi de la família dels pterofòrids (Pterophoridae). Es troba a Europa, Japó, l'Àsia central, Amèrica del Nord i Àfrica del nord.

## Característiques
Les arnes són d'un color pàl·lid vermellós, amb una envergadura de 18-27 mil·límetres. La coloració és extremadament variable, passant del blanc amb taques indistintes a un fort rovellat bru. Les taques poden variar considerablement de mida. El segon i tercers segments abdominals són allargats.
Les erugues són verd-groguós amb una banda verda ampla al darrere, i una línia groga trencada estreta corrent avall el centre. Alguns espècimens també poden tenir unes taques de color vi-vermelloses al darrere. El color de les pupes pot variar de verd a marró vermellós, de vegades amb taques negres.

## Història natural
Les larves principalment s'alimenten d'espècies da la família Convolvulaceae, incloent Calystegia sepium, Calystegia spithamaea, Calystegia sodanella, Cynara cardunculus, Convolvulus arvensis, Convolvulus cantabrica, Convolvulus floridus, Convolvulus prostrates, Convolvulus tricolor, Ipomoea batatas, Ipomoea eriocarpa i Ipomoea purpurea, i també Atriplex (entre aquests Atriplex patula) i Chenopodium (incloent-hi Chenopodium album) de la família Amaranthaceae i Datura stramonium i Hyoscyamus niger de la família Solanaceae. Les arnes volen gairebé tot l'any.

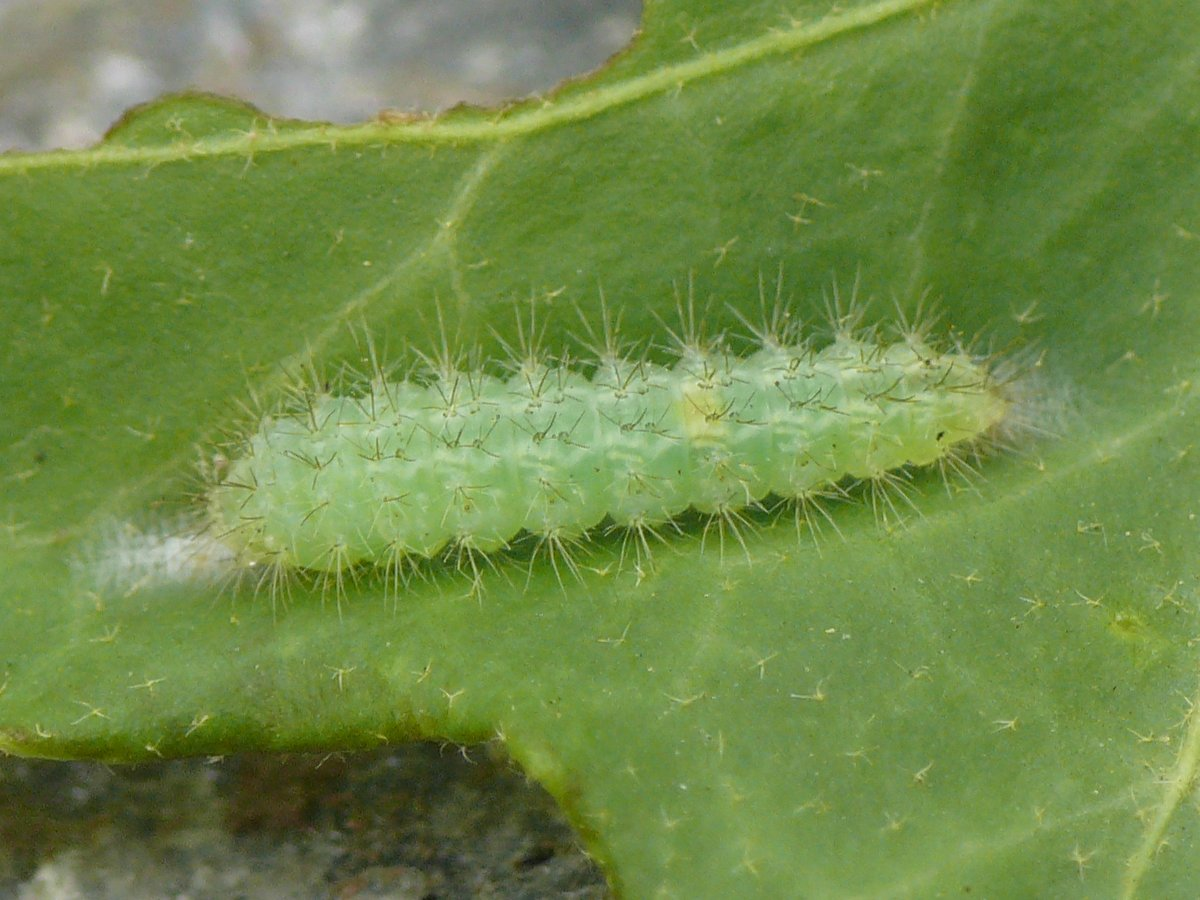
Larva
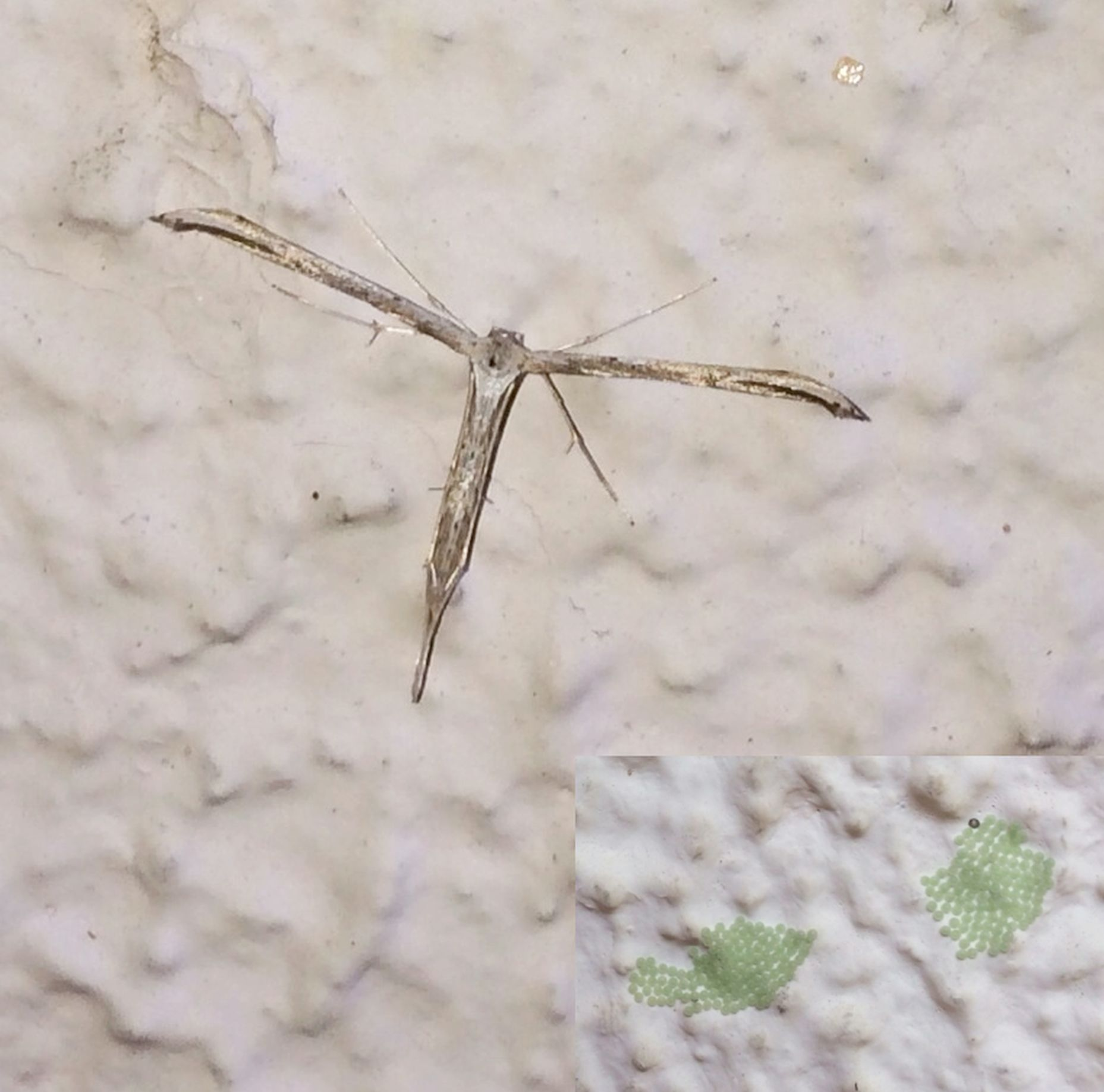
Emmelina i ous
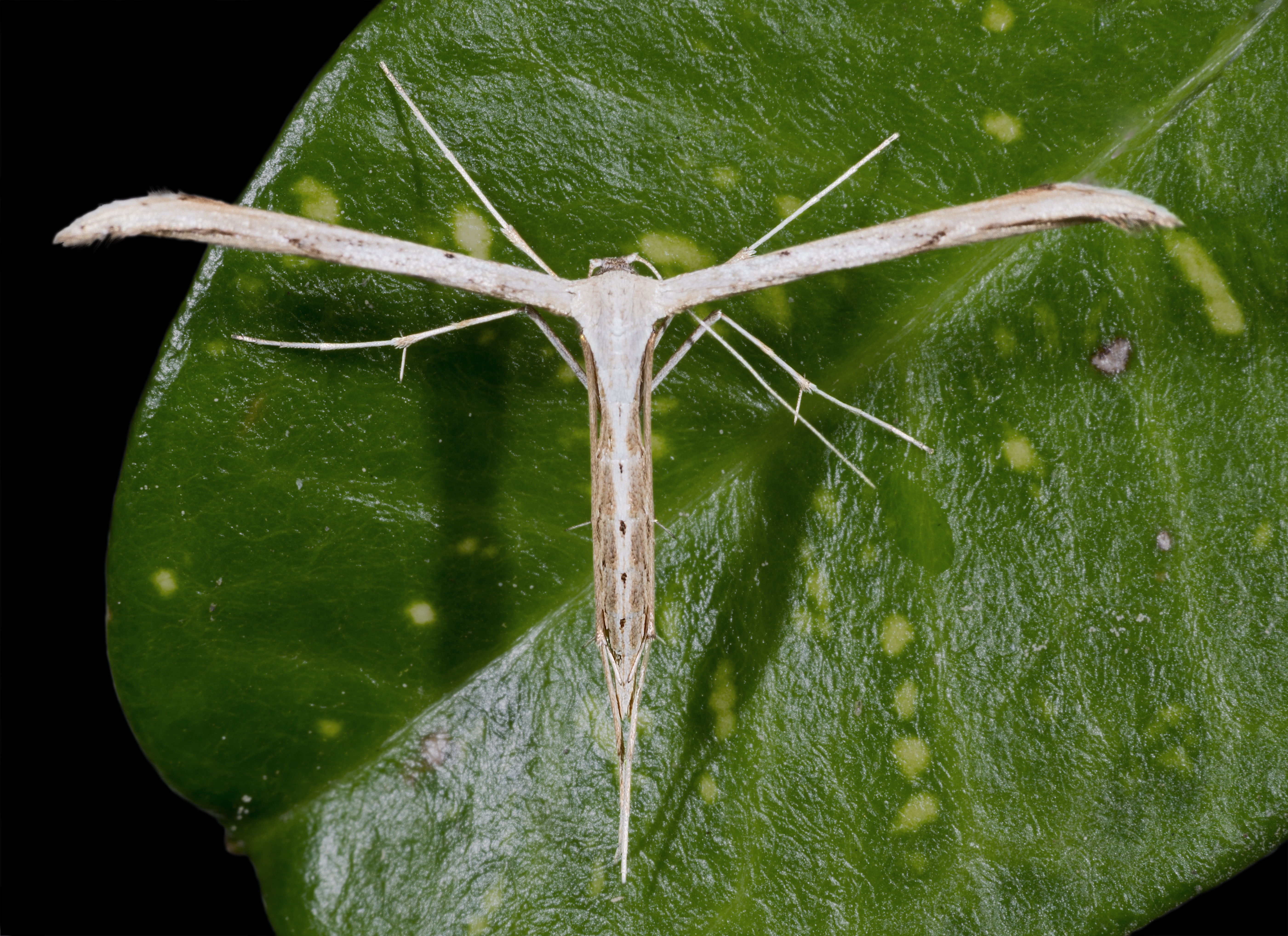
Adult en repòs
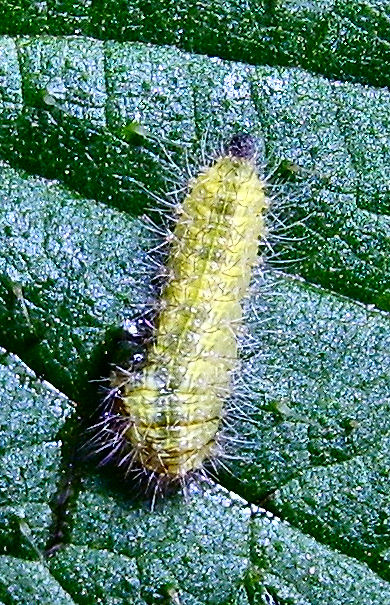
Eruga